# Kamienica przy Rynku 39-40 we Wrocławiu
Kamienica przy Rynku 39-40 – kamienica na wrocławskim rynku, na jego wschodniej pierzei, na tzw. stronie Zielonej Trzciny (niem. Grüne-Rohr-Seite) lub Zielonej Rury (według Mateusza Golińskiego ta część pierzei nosiła nazwę "Pod Podcieniami Kapeluszników")., dawniej dom handlowy Louis Lewy.

## Historia i architektura kamienicy

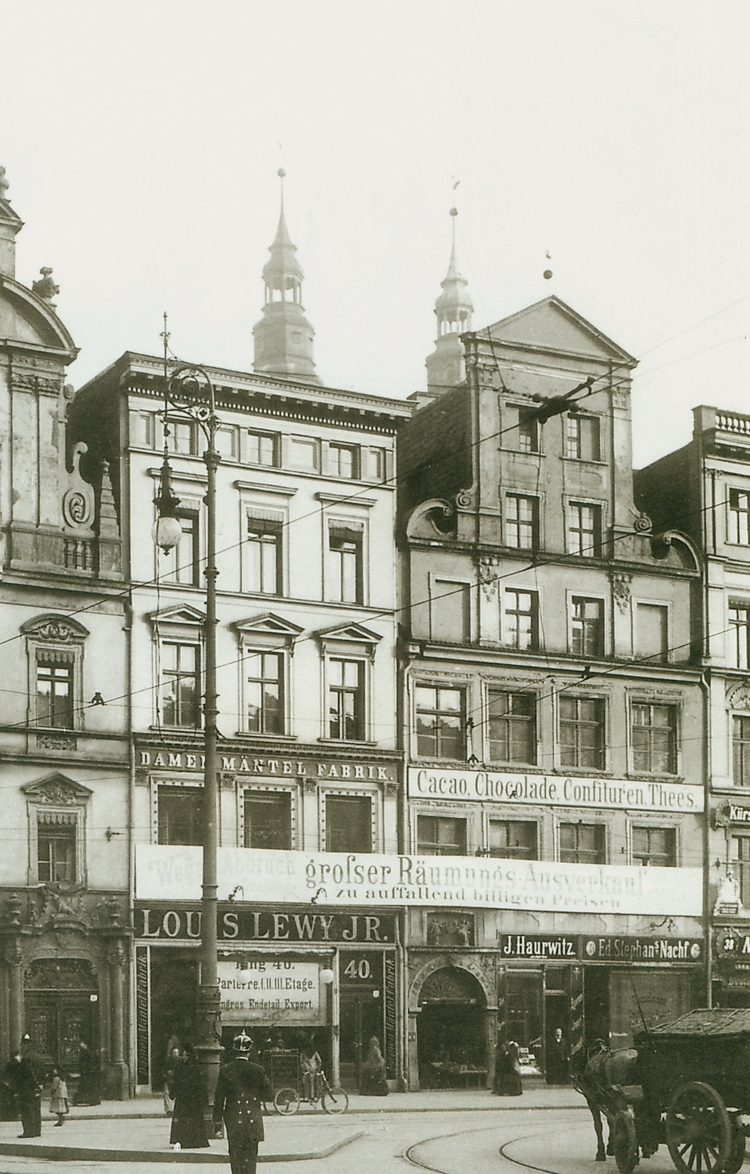
Kamienice 39 i 40 tuż przed rozbiórką w 1904 roku z widocznym ogromnym banerem wielkiej wysprzedaży towarów (w tle ówczesne hełmy wież katedry św. Marii Magdaleny)

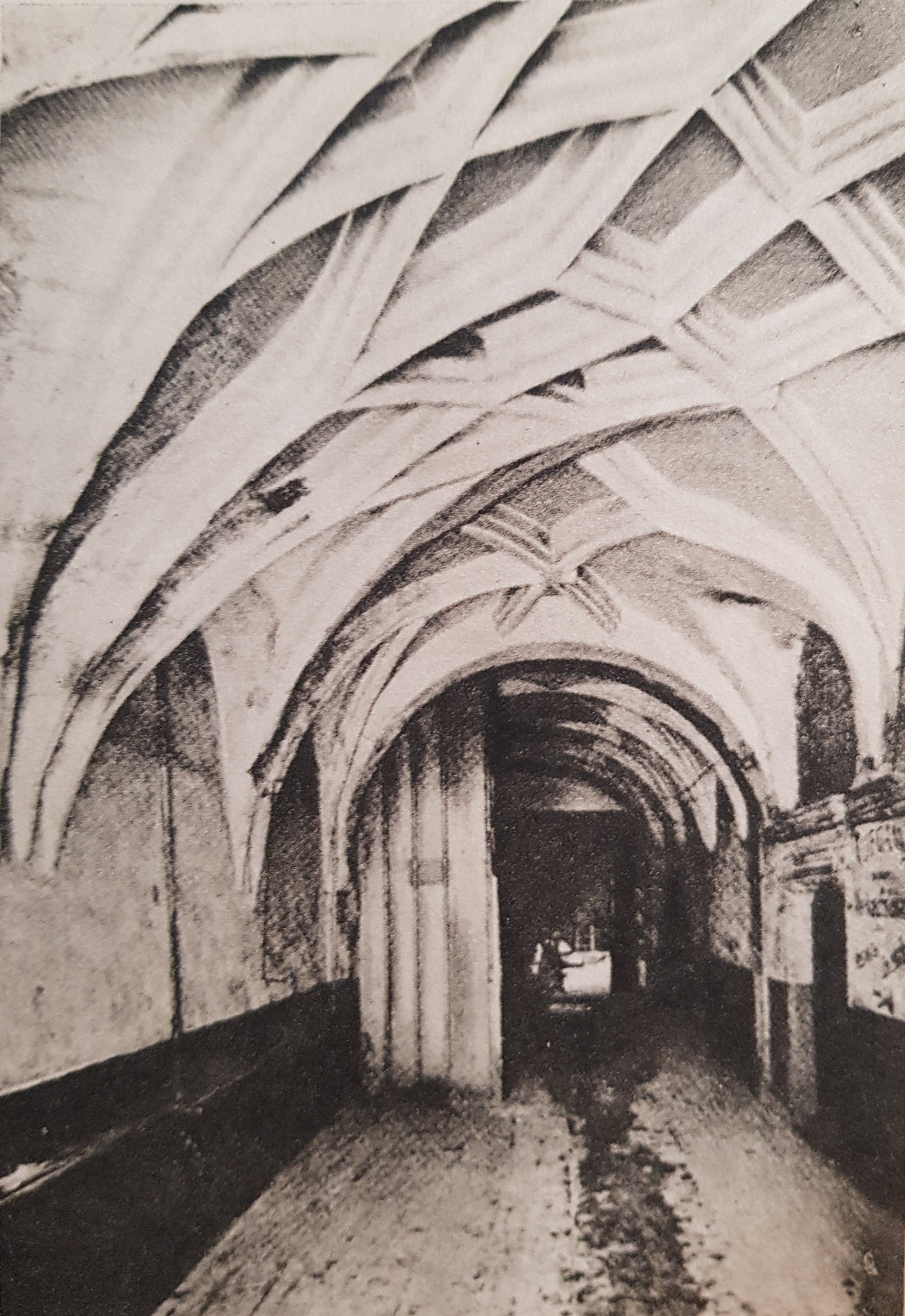
Późnogotyckie sklepienie w sieni kamienicy nr 39

Dom handlowy Louis Lewy, otwarty w 1904 roku, powstał w miejsce dwóch kamienic nr. 39 i 40 o średniowiecznym rodowodzie.

### Kamienica nr 39
Kamienica nr 39 był późnogotyckim budynkiem datowanym na pierwszą połowę XVI wieku. Jej sień przykryta była sieciowym żebrowym sklepieniem. Na początku XVI wieku budynek był trzykondygnacyjny. W jego fasadzie okna drugiej i trzeciej kondygnacji miały kształt prostokątny o gotyckich profilach i rzeźbionych podokiennikach i nadokiennikach. Sień frontowa przykryta była sklepieniem sieciowym, żebrowym. Wejście frontowe ozdabiał portal z ok. 1600 roku a tablica umieszczona w archiwolcie pochodziła ze starszego okresu. W 1711 został przebudowany i nadano mu barokową formę z dwukondygnacyjnym szczytem o trójkątnym tympanonie.

### Kamienica nr 40
Kamienica nr 40 o rodowodzie średniowiecznym miała szerokość ok. 8 m. Według zachowanych materiałów ikonograficznych z okresu baroku, trzykondygnacyjna kamienica przechodziła w dwukondygnacyjny szczyt otoczony manierystycznymi wolutami. W 1869 roku kamienica została zburzona a w jej miejsce zbudowano nową czterokondygnacjna, z  trzyosiową fasadą zakończoną wystającym gzymsem nad płaską kondygnacją strychową. Do 1904 roku budynek nr 40 znany był pod nazwą kamienica „Pod Czarnym Krzyżem”. W 1869 roku kamienice zakupił wrocławski kupiec Louis Lewy i od tego czasu jego firma konfekcyjna Louis Lewy Jr. miała w niej siedzibę, sprzedająca i produkująca płaszcze damskie.

### Dom handlowy Louis Lewy
W 1904 roku obie kamienice 39 i 40 zostały wyburzone, a w ich miejsce wzniesiono na planie wydłużonego prostokąta nowy dom handlowy z wewnętrznym dziedzińcem w części tylnej, według projektu spółki architektoniczno-wykonawczej Schlesinger & Benedickt, właścicielami której byli Leo Schlesinger i Hermann Benedickt. Właścicielem budynku była firma Louis Lewy jr, która zajmowała się produkcją oraz sprzedażą płaszczy damskich.   
Nowy budynek został zaprojektowany na rzucie prostokąta o wymiarach 20 na 25 metrów, miał pięć kondygnacji i pokryty był dwuspadowym dachem kalenicowym. Budynek wzniesiono na szkieletowej konstrukcji słupowo-ryglowej, a jej trzy klatki schodowe i winda zostały umieszczone w tylnej części budynku, dzięki czemu jego wnętrza można było dostosować do funkcji handlowej, jak i produkcyjnej. Fasada parteru została w pełni przeszklona, wejście znajdowało się między przeszklonymi gablotami i tworzyło dwa krótkie pasaże. Sześcioosiowa fasada uzewnętrzniała konstrukcję budynku: na dwóch kolejnych kondygnacjach elewacji znajdowały się duże okna wystawowe; czwarta kondygnacja miała wysokie okna łukowe. Czwarte piętro i piętra szczytowe zajmował ogromy produkcyjny zakład odzieżowy Lewy’ego. Pilastry pomiędzy oknami na trzech kolejnych kondygnacjach zostały ozdobione manierystycznymi płaskorzeźbami o charakterze grotesek, z motywami roślinno-zwierzęcymi oraz figurkami putt. Na głowicach i półkolumnach ustawiono łuki okien czwartej kondygnacji. Fasada zakończona była dwoma bliźniaczymi, neomanierystycznymi szczytami, nawiązującymi do wcześniejszych kamienic; pomiędzy nimi umieszczono figurkę Merkurego.
W 1929 roku dom handlowy został rozbudowany od strony ul. Wita Stwosza
. Dwukondygnacyjną wówczas kamienicę przy ul. Wita Stwosza 3 przebudowano według projektu Hermanna Wahlicha, dodano do niej dwie cofnięte uskokowo kondygnacje, a fasadzie nadano modernistyczną formę.
W 1938 roku Dom Handlowy został przemianowany na Geschäftshaus „Hünter”.

## Po II wojnie światowej
Podczas działań wojennych w 1945 roku budynek nie został zniszczony. Od 1945 roku mieścił się w nim Dom Mody i Zakłady Przemysłu Odzieżowego „Elegancja”. W latach 90. zmieniono układ wejść i w skrajnych osiach dodano dwa pseudorenesansowe portale. W latach 1997–2002 w kamienicy znajdował się „British Home Stores” (BHS), od 2002 roku na parterze znajduje się restauracja „Sphinx”, a na wyższych piętrach lokale usługowe i biurowe.